# 學田車站 (台灣)
學田驛（學田車站），是位於台灣臺中市烏日區一座已廢除的臺中線鐵路車站。

## 簡介
本站是一座通勤用汽油車招呼站，係緣於1930年代初期臺灣總督府交通局鐵道部為了和公路巴士競爭，引進輕便汽油客車來行駛台灣北、中、南部的都圈近郊通勤區間，而廣設的汽油車招呼站之一。

## 歷史
- 1932年12月15日：設立「學田驛」[2]（p. 38）[3]，僅停汽油車。
- 1942年：因太平洋戰爭時汽油短缺，汽油車停駛。

## 車站構造
不詳

## 利用狀況
- 已廢除，現無跡可尋。

| 年度     | 年間  | 年間  | 年間     | 1日平均 | 1日平均  | 來源     |
| 年度     | 上車  | 下車  | 上下車計 | 上車    | 上下車   | 來源     |
| -------- | ----- | ----- | -------- | ------- | -------- | -------- |
| 1932年度 | 1,981 | 1,894 | 3,875    | [ 2 ]   | 19       | 36       |
| 1933年度 | 8,209 | 7,464 | 15,673   | [ 4 ]   | 22       | 43       |
| 1934年度 | 8,717 | 7,864 | 16,581   | [ 5 ]   | 24       | 45       |
| 1935年度 | 5,892 | 5,070 | 10,962   | [ 6 ]   | [ 註 2 ] | [ 註 2 ] |
| 1936年度 | 6,027 | 5,357 | 11,384   | [ 7 ]   | 17       | 31       |
| 1937年度 | 5,537 | 4,738 | 10,275   | [ 8 ]   | 15       | 28       |
| 1938年度 | 8,805 | 8,730 | 17,535   | [ 9 ]   | 24       | 48       |
| 沒資料   |       |       |          |         |          |          |

## 車站週邊
- 頂朥胥

## 來源資料註釋
1. ↑  . 新苗栗縣教學資源網.   [2014-06-04]. （原始内容存档于2016-03-09） （中文（臺灣））.
2. 1 2  台灣總督府交通局鐵道部. . . 1933-12-23: 頁32–39  [2020-10-03]. （原始内容存档于2018-02-28） （日语）. 國立國会圖書館
3. ↑  .  (报告). 臺中市文化資產處: 頁(2-19). 2016-06-29  [2020-10-03]. （原始内容存档于2021-04-12）.
4. ↑  台灣總督府交通局鐵道部. . . 1934-12-23: 頁32–39  [2020-10-03]. （原始内容存档于2021-11-24） （日语）. 國立國会圖書館
5. ↑  台灣總督府交通局鐵道部. . . 1935-12-20: 頁32–39  [2020-10-03]. （原始内容存档于2021-11-23） （日语）. 國立國会圖書館
6. ↑  台灣總督府交通局鐵道部. . . 1936-12-25: 頁32–39  [2020-10-03]. （原始内容存档于2021-02-06） （日语）. 國立國会圖書館
7. ↑  台灣總督府交通局鐵道部. . . 1937-12-20: 頁30–37  [2020-10-03]. （原始内容存档于2021-08-05） （日语）. 國立國会圖書館
8. ↑  台灣總督府交通局鐵道部. . . 1938-12-20: 頁30–31  [2020-10-03]. （原始内容存档于2019-06-10） （日语）. 國立國会圖書館
9. ↑  台灣總督府交通局鐵道部. . . 1939-12-20: 頁32–39  [2020-10-03]. （原始内容存档于2019-05-10） （日语）. 國立國会圖書館